# Lycosimyia carrerae
Lycosimyia carrerae là một loài ruồi trong họ Asilidae. Lycosimyia carrerae được Hull miêu tả năm 1958. Loài này phân bố ở vùng Tân nhiệt đới.